# Kant-Studien
De Kant-Studien is een driemaandelijks verschijnend vaktijdschrift van het Kant-Gesellschaft.
Het tijdschrift werd in 1896 door Hans Vaihinger in het leven geroepen. Gerhard Funke was lange tijd uitgever, tegenwoordig worden de Kant-Studien door Manfred Baum, Bernd Dörflinger en Thomas M. Seebohm uitgegeven. De redactie is de Kant-onderzoeksgroep van de Universität Mainz.  
De Kant-Studien wijden zich in eerste instantie aan de filosofie van Kant, maar ook aan anderen die daarmee in een relatie staan.
Naast het omvangrijke recensiedeel verschijnt in de Kant-Studien jaarlijks ook een omvangrijke Kant-Bibliografie.